# Opistografo
Un opistografo (Latino: opistographus, voce traslitterata dal greco antico) è un documento scritto anche sul suo rovescio (il suo contrario, un documento scritto su una faccia sola del supporto, è detto anopistografo). Il termine si applica a qualunque tipo di supporto: codici pergamenacei, rotoli di papiro, lamine metalliche, ecc.  Spesso il testo sul tergo venne aggiunto in data successiva per sfruttare appieno il costoso supporto di scrittura, ma in altri casi era lo stesso testo che riempiva entrambi i lati.
Il rovescio o tergo viene solitamente chiamato "verso", dalla frase folio verso, "dopo aver voltato il foglio". Il fronte, invece, si dice recto, termine di interpretazione più incerta; probabilmente folio recto vuole significare "stando il foglio nella posizione giusta". Entrambe le terminologie sono moderne. I romani chiamavano il verso del foglio aversa charta o inversa charta oppure tergum per il retro di un rotolo. L'uso della locuzione in rectum compare in Plinio, ma solo in opposizione a transversa charta per distinguere la normale modalità di scrittura del foglio rispetto a quella in cui esso viene prima ruotato di 90°.

## Il problema della determinazione del recto
Risulta spesso importante determinare quale lato del documento sia stato scritto per primo ("recto"). Per esempio, se un testo frammentario continua sul retro è utile sapere quale porzione del documento deve essere letta per prima per avere una migliore comprensione del contenuto complessivo. In altri casi una data contenuta sul verso, può costituire un termine ante quam per la datazione del testo redatto sul recto oppure una data su di questo definisce il limite post quam per i testi sul verso.
Per i libri o i codici scritti in una lingua europea il recto è sempre il foglio di destra e il verso quello di sinistra. Per libri o codici scritti in lingue la cui scrittura procede da destra verso sinistra (ad esempio l'ebraico, l'arabo e molte lingue asiatiche) vale evidentemente il contrario. Nel caso dei rotoli di papiro, invece, il recto era l'interno del rotolo.
La caratterizzazione del recto e del verso è più complessa nel caso di frammenti di papiro. In questo caso solitamente il recto è il lato in cui le fibre del papiro sono orizzontali, cioè parallele alla scrittura, che si articola in colonne parallele. Questa regola non si applica a documenti legali o diplomatici, normalmente più brevi e spesso scritti transversa charta In questo caso la scrittura si susseguiva in una sola colonna lungo l'altezza del foglio (perpendicolarmente alle fibre).

## I documenti legali
In alcuni casi un documento di importante valore legale o diplomatico veniva redatto su un lato e sigillato. Sull'esterno, poi, veniva scritto un sommario del contenuto. Solo in caso di necessità, ad esempio di fronte a un giudice che doveva valutare la corretta applicazione di un contratto, si rompevano i sigilli e si verificava l'originale con la certezza che nessuno aveva potuto manometterlo sino a quel momento.

## L'opistografo dell'Apocalisse
Nel V capitolo dell'Apocalisse di Giovanni, l'ultimo libro della bibbia cristiana, Dio Padre tiene in mano e trasmette all'Agnello (il Cristo) un libro scritto sia davanti che dietro e sigillato con sette sigilli. Il libro, secondo alcuni esegeti, contiene il piano provvidenziale di Dio, il destino del mondo che egli solo conosce: un opistografo sigillato indica simbolicamente che nulla può essere aggiunto o modificato e che esso è imperscrutabile.